# دژ خورنابوجی

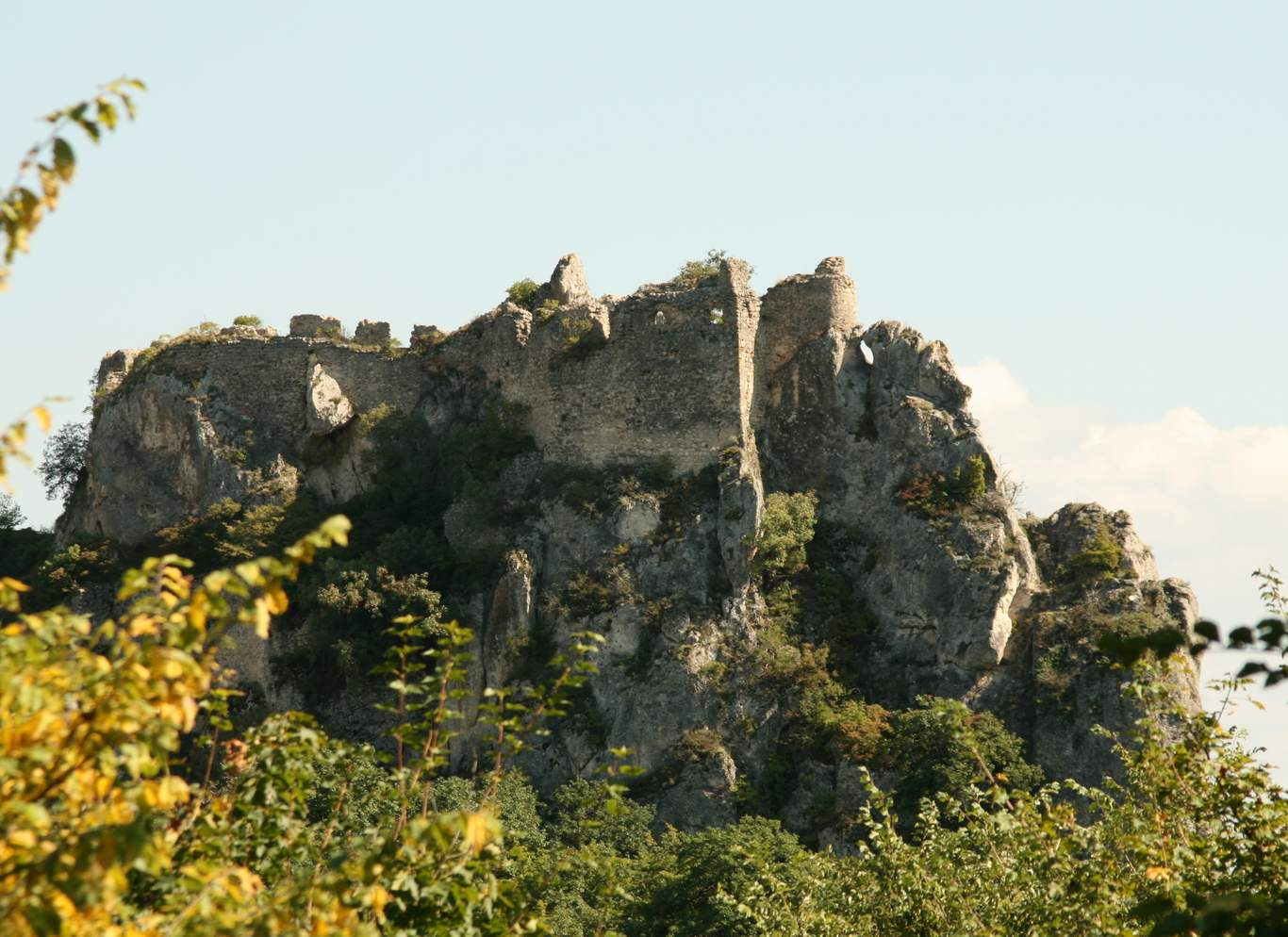

دژ خورنابوجی (گرجی: ხორნაბუჯი) یا قلعه ملکه تامار، دژی باستانی است که در شرق گرجستان قرار دارد. این قلعه در سه کیلومتری شمال شهر ددوپلیس تسقارو در استان کاختی واقع شده‌است. دژ خورنابوجی در کوه‌های Tsiv-Gombori قرار دارد. این قلعه احتمالاً در اواخر هزاره نخست پیش از میلاد ساخته شده‌است. این قلعه یک بار در زمان شاه عباس یکم صفوی مورد هجوم قرار گرفت.